# 13111 Papacosmas
13111 Papacosmas este o planetă minoră (asteroid), cu un diametru de 2,804 km, din centura de asteroizi. A fost descoperită pe 23 iulie 1993 la Observatorul Palomar de Carolyn S. Shoemaker. 
Obiectul prezintă o orbită caracterizată de o semiaxă mare de 1,9414817 UAi, o excentricitate de 0,1, o înclinație de 27,35035 ° în raport cu ecliptica.